# 久米設計
株式会社久米設計（くめせっけい）は日本にある組織系建築設計事務所。

## 概要
1932年（昭和7年）、ドイツ・イギリスで建築を学んだ久米権九郎が久米建築事務所を創設。本社は東京都江東区。札幌・仙台・名古屋・大阪・福岡に支社を、横浜・京都に事務所を展開しており、海外では中国・ベトナムに現地法人を置いている。
創設以来、デザインとエンジニアリングが統合された総合的な設計組織事務所として、社会から評価される数多くの建築物の設計を手掛けてきている。また、多様化する顧客ニーズに的確に対応するため、建築設計にかかわるすべてのサービスメニューに対応できる「トータルデザインソリューション・ファーム」として、従来の建築設計事務所という枠組みを超えたソリューションサービスを提供している。2011年には、地震災害が発生しても建築資産価値を消滅させない設計概念として、生活継続建築（LCB：Life Continuity Building)という新しい概念を社会に対して提案している。

## 沿革
- 1932年（昭和07年） - 久米権九郎が久米建築事務所開設。
- 1950年（昭和25年） - 札幌事務所（現：札幌支社）開設。
- 1952年（昭和27年） - 名古屋事務所（現：名古屋支社）開設。
- 1953年（昭和28年） - 大阪事務所（現：大阪支社）開設。
- 1958年（昭和33年） - 九州事務所（現：九州支社）開設。
- 1964年（昭和39年） - 仙台事務所（現：東北支社）開設。
- 1992年（平成04年） - 現在の社名「久米設計」に改称。
- 1993年（平成05年） - 現在地（江東区潮見）に本社を移転。
- 2009年（平成21年） - KUME DESIGN ASIA Co.Ltd (KDA) 設立。
- 2011年（平成23年） - KUME DESIGN CHINA Co.Ltd (KDC) 設立。

## 関連会社
- 株式会社久米デザインサポート（Kume Design Support）
- 株式会社久米開発プロデュース（Kume Development Produce)
- 久米新生設計諮詢（上海）有限公司（通称・久米デザインチャイナ、KDC）
- 久米デザインアジア（Kume Design Asia、KDA）
- 株式会社アーキフォルム（Archiform ＆ Associates)

## 主な建築物
草創期の建築物
- 日光金谷ホテル - 1935年
- 軽井沢万平ホテル - 1936年
- 東京ヒルトンホテル - 1963年
- 葉山マリーナ - 1964年
- 葉山国際カンツリー倶楽部 - 1964年
- 大阪厚生年金会館 - 1968年
- 札幌グランドホテル - 1976年

都市・地域計画

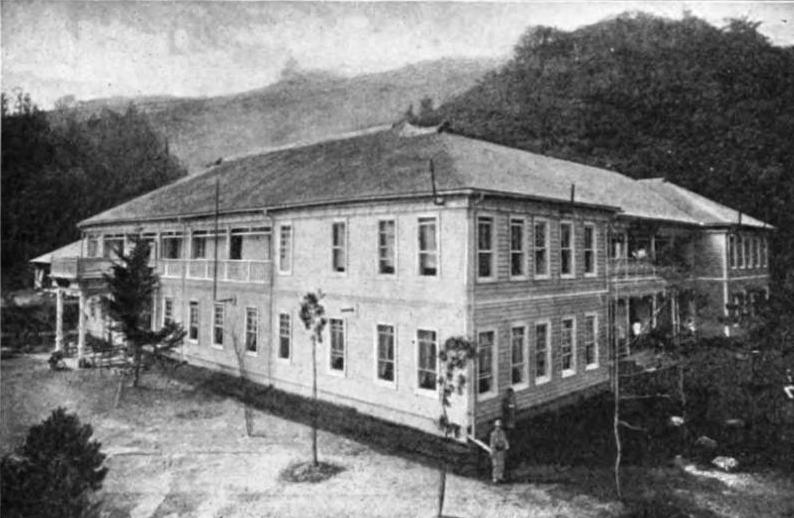
日光金谷ホテル

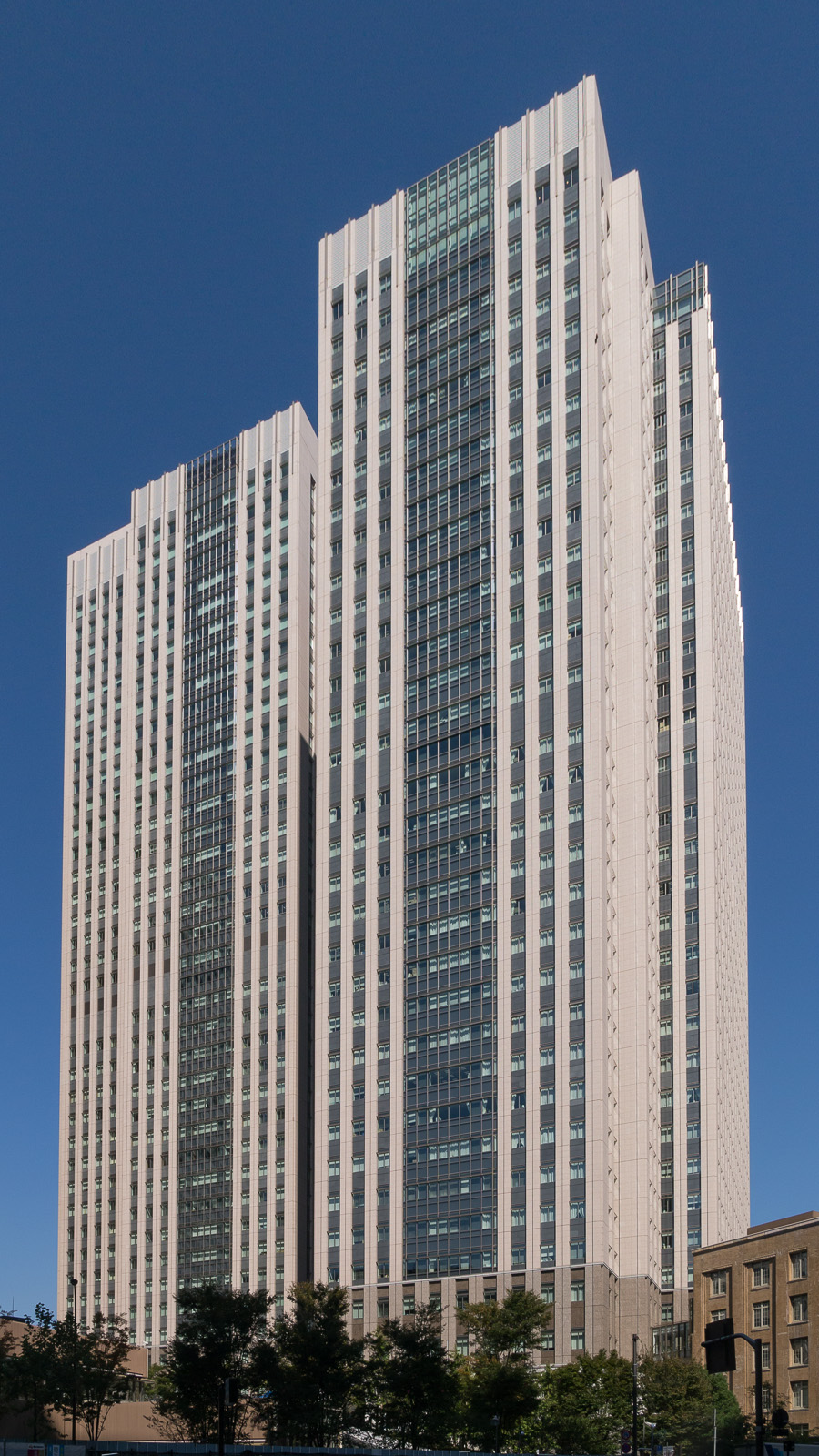
霞が関コモンゲート

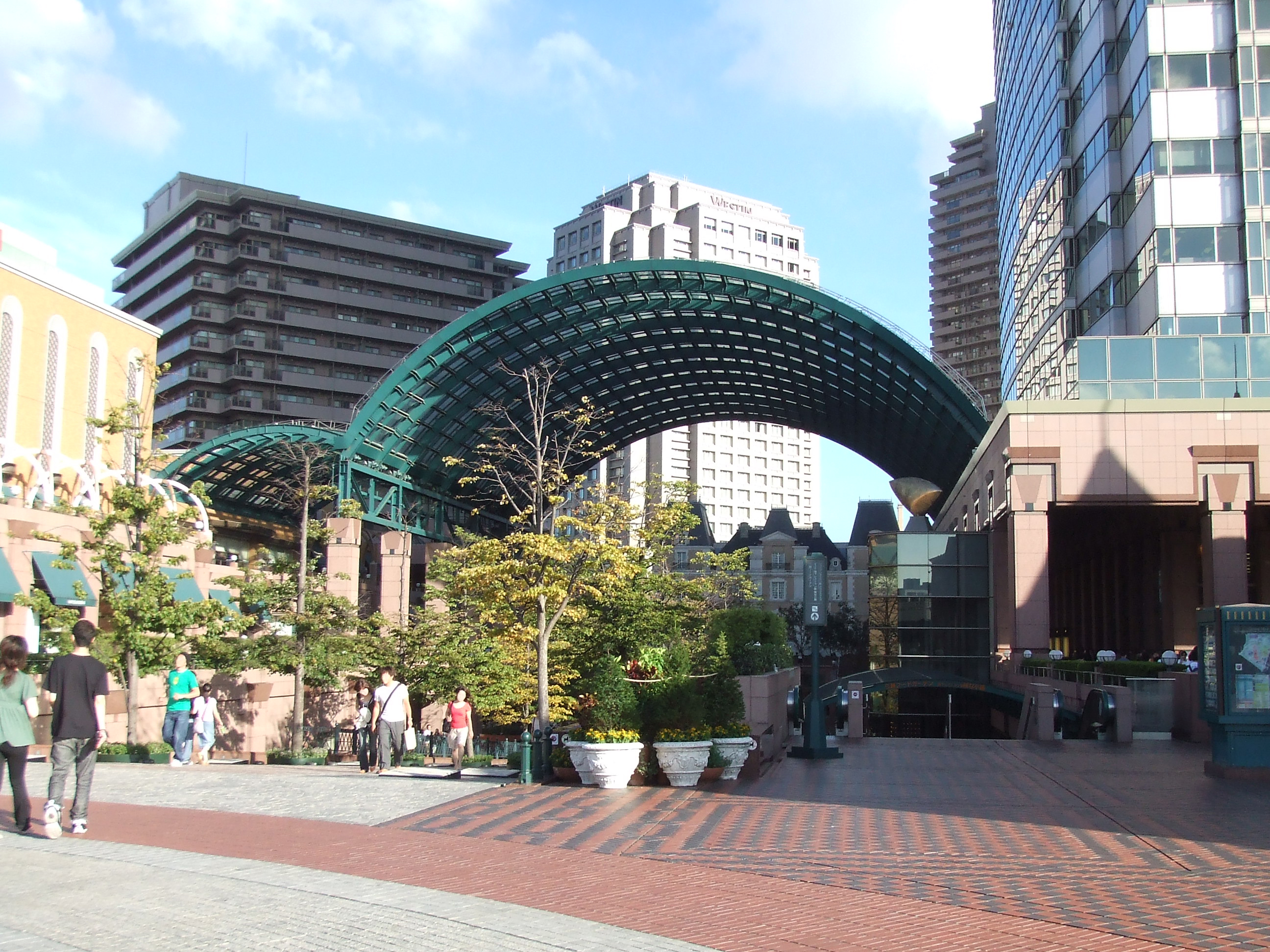
恵比寿ガーデンプレイス

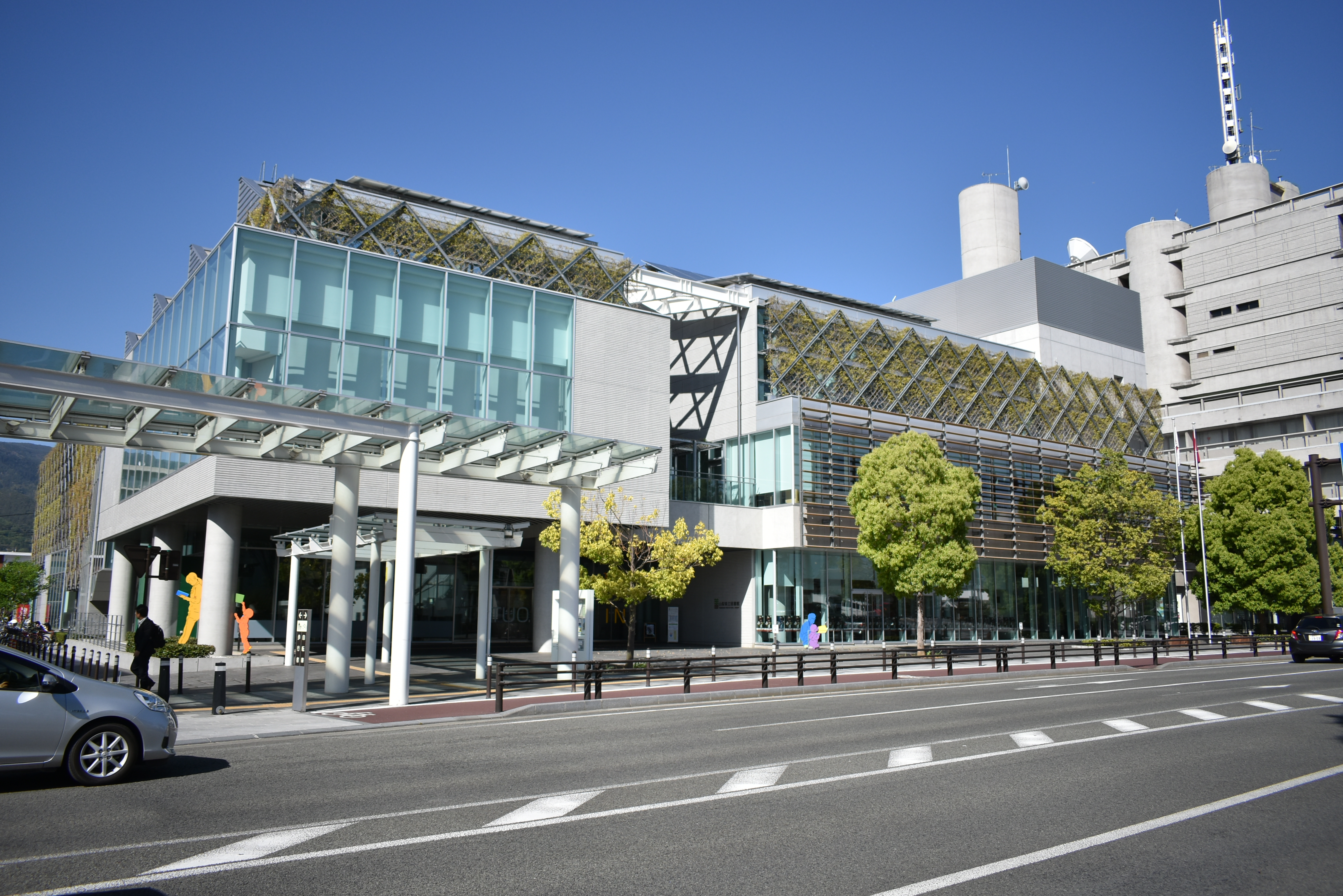
山梨県立図書館

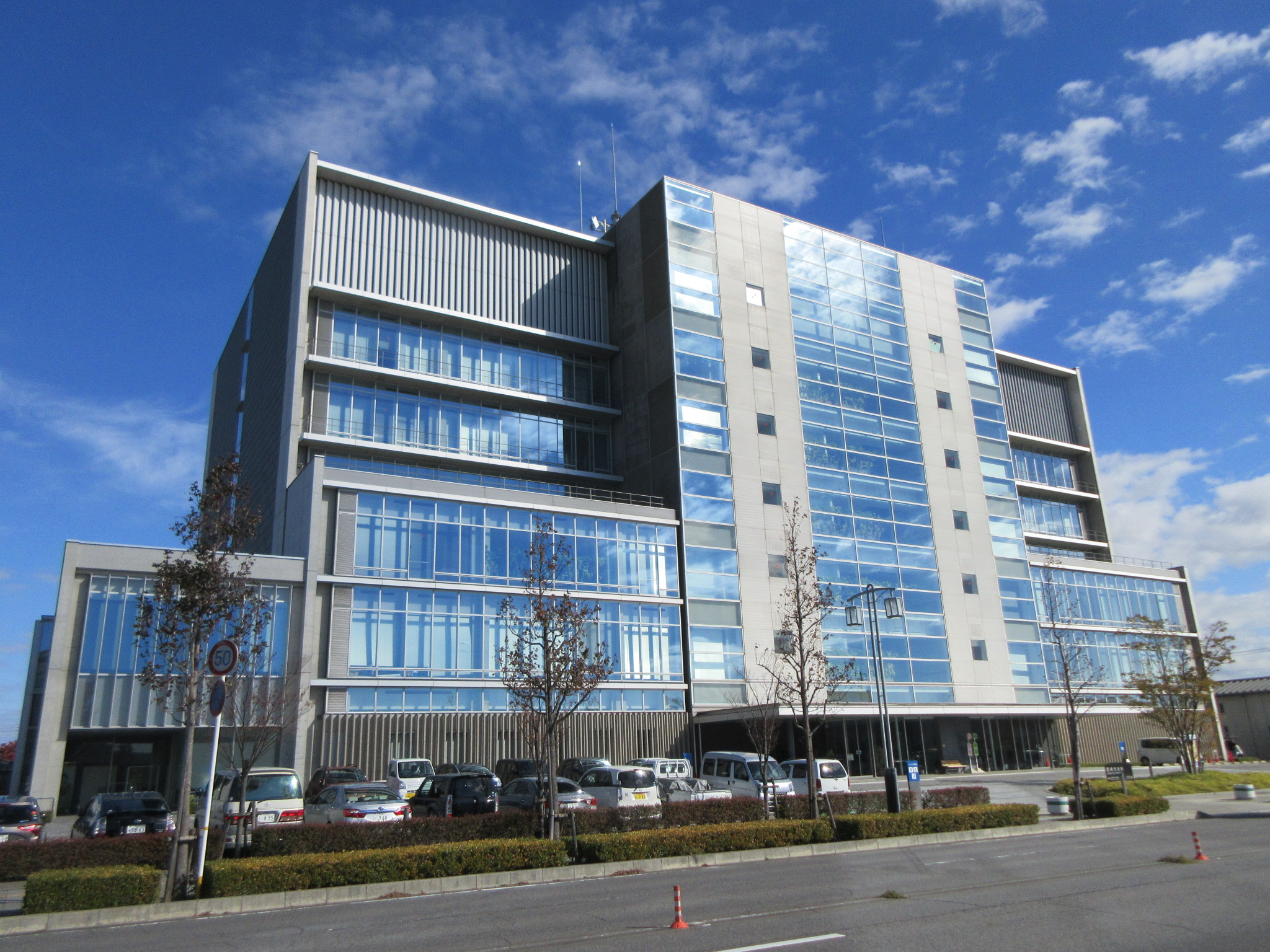
西尾市役所

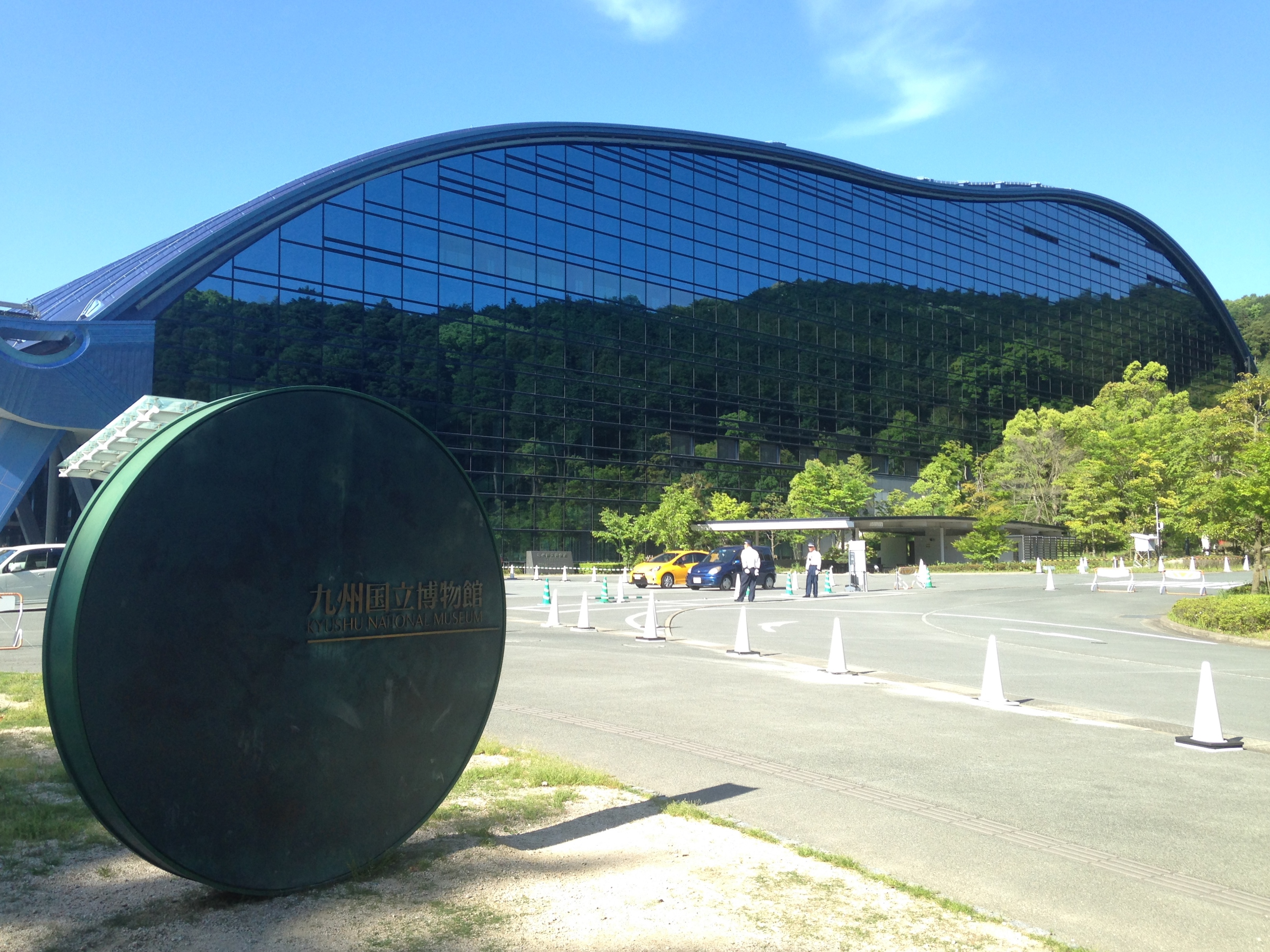
九州国立博物館

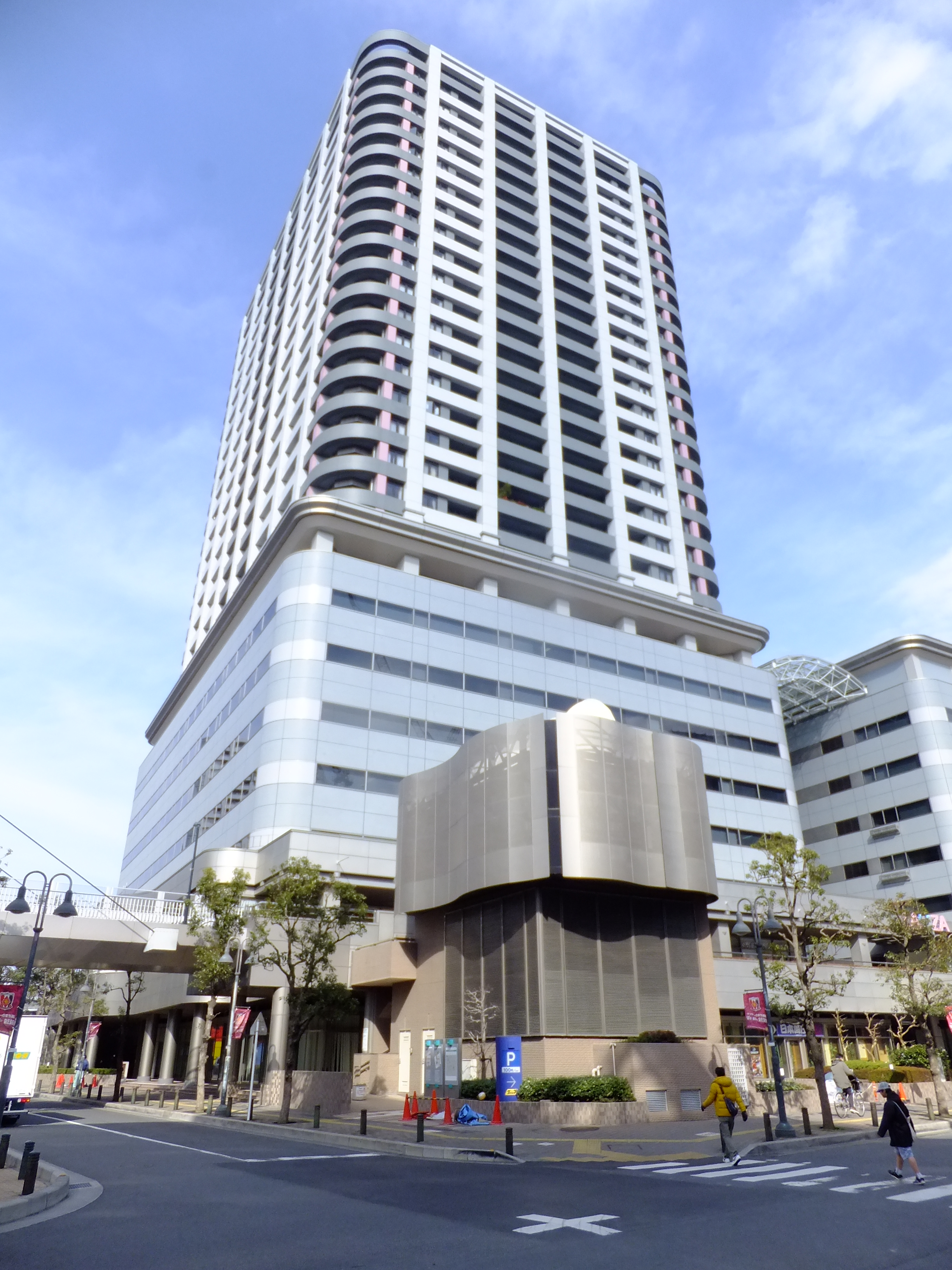
ラムザタワー

- 恵比寿ガーデンプレイス（サッポロビール恵比寿工場跡地再開発） - 1994年
- 文京グリーンコート（科研製薬本駒込整備計画）- 1998年
- オリナス（太平4丁目錦糸町開発） - 2006年
- 霞が関コモンゲート（中央合同庁舎第7号館PFI事業） - 2007年
- 赤坂サカス（赤坂5丁目TBS開発） - 2008年
- 富久クロス（西富久地区第一種市街地再開発事業）- 2015年

業務施設
- 墨田区庁舎・すみだリバーサイドホール - 1990年
- 台場フロンティアビル - 1995年
- 在ベトナム日本国大使館 ‐ ベトナム - 1998年
- トヨタ自動車技術本館 - 2003年
- 中央合同庁舎第2号館 - 2004年
- 在タイ日本国大使館 ‐ タイ - 2006年
- 赤坂Bizタワー（赤坂サカス） - 2008年
- 愛知県西尾市役所本庁舎 - 2008年[2]
- 日本生命札幌ビル - 2009年
- 上海日本センター（上海北国際財富センター）‐ 中国  - 2012年
- 衆議院新議員会館 PFI整備事業 - 2012年
- 愛知県瀬戸市役所本庁舎 - 2016年
- 札幌信用金庫（現：北海道信用金庫本店）・ゼロゲートビル - 2016年
- 荘内銀行本店 - 2017年
- 南三陸町役場本庁舎 - 2017年
- 水戸市役所本庁舎 - 2018年
- 大曲仙北広域市町村圏組合消防本部  - 2019年

医療施設
- 日本海総合病院 - 1993年
- 国立病院 岡山医療センター - 2001年
- 馬偕記念病院‐台湾 - 2003年
- 福井県立総合医療センター - 2006年
- 日本赤十字社医療センター - 2010年
- 名古屋第一赤十字病院 - 2010年
- 大曲厚生医療センター - 2014年
- 小樽市立病院 - 2014年
- 石巻市立病院 - 2016年

教育・文化・スポーツ施設
- 中央大学多摩キャンパス - 1978年
- ティアラこうとう（江東区江東公会堂） - 1994年
- エムウェーブ（長野市オリンピック記念アリーナ） - 1996年
- 長崎原爆資料館 - 1996年
- 雲仙岳災害記念館 - 2002年
- 東京外国語大学 - 2003年
- 北上市文化交流センター さくらホール - 2003年
- とぎつカナリーホール - 2003年 久米賞受賞
- 東京外国語大学 - 2003年
- 九州国立博物館 - 2004年
- 九州国立博物館 - 2004年
- 明治大学アカデミーコモン - 2004年
- 東京音楽大学100周年記念本館 - 2007年
- 早稲田大学大久保キャンパス63号館 - 2008年
- 九州歴史資料館 - 2010年
- 日本体育大学東京世田谷キャンパス - 2012年
- 山梨県立図書館 - 2012年
- 日本青年館・日本スポーツ振興センタービル - 2017年
- 有明アリーナ - 2019年
- 国立アイヌ民族博物館（ウポポイ）- 2020年

宿泊・住居施設
- ホテル西洋銀座 - 1987年
- ウェスティンホテル東京（恵比寿ガーデンプレイス） - 1994年
- ホテル グランパシフィック LE DAIBA（現グランドニッコー東京 台場） - 1998年
- ラムザタワー - 1998年
- キャメリアタワー川口 - 2004年
- 宜蘭礁渓老爺大酒店‐台湾 - 2005年
- 重慶龍湖水晶麗城‐中国 - 2005年
- リボンシティレジデンス川口 - 2006年
- Brilliaタワー東京（太平4丁目錦糸町開発） - 2006年
- The Puli Hotel & Spa Shanghai（上海パークプレイス）‐中国 - 2007年
- 成都晶藍半島開発‐中国 - 2008年
- 常州天潤園‐中国 - 2012年

商業・流通施設
- 恵比寿三越（恵比寿ガーデンプレイス） - 1994年
- 釜山ロッテワールド-韓国 - 1997年
- アリオ札幌（イトーヨーカドー苗穂ショッピングセンター） - 2005年
- オリナス モール・コア（太平4丁目錦糸町開発） - 2006年
- 水戸京成百貨店（泉町1丁目南地区市街地再開発） - 2006年
- 東京国際空港国際地区貨物ターミナル - 2010年
- ヒューリック銀座数寄屋橋ビル（GAPフラッグシップ銀座） - 2011年
- 髙島屋上海店‐中国 - 2012年
- イケア新宮 - 2012年

## 関連人物
- 久米権九郎
- 永井賢城
- 櫻井清
- 岡本賢
- 山田幸夫